# R Andromedae
R Andromedae (R And) é uma estrela variável do tipo Mira da constelação de Andrômeda. Sua classe espectral é do tipo S, porque ela mostra bandas de absorção de monóxido de zircônio em seu espectro. Ela estava entre as estrelas que Paul Merrill descobriu que apresentavam linhas de absorção do elemento instável tecnécio, estabelecendo que a nucleossíntese deve ocorrer em estrelas.